# Shumpei Inoue
Shumpei Inoue (井上 俊平, Inoue Shumpei) was een Japans voetballer die als aanvaller speelde.

## Japans voetbalelftal
Shumpei Inoue maakte op 24 mei 1923 zijn debuut in het Japans voetbalelftal tijdens een Spelen van het Verre Oosten tegen China. Shumpei Inoue debuteerde in 1923 in het Japans nationaal elftal en speelde 1 interland.

## Statistieken
| Japans voetbalelftal | Japans voetbalelftal | Japans voetbalelftal |
| Jaar                 | Wed.                 | Dlp.                 |
| -------------------- | -------------------- | -------------------- |
| 1923                 | 1                    | 0                    |
| Totaal               | 1                    | 0                    |